# Hernán Correa Roberts
Hernán Correa Roberts (Santiago, 12 de septiembre de 1882 - Graneros, 8 de junio de 1946) fue un abogado, agricultor y político chileno, miembro del Partido Liberal (PL). Se desempeñó como diputado de la República —en representación de los departamentos de Rancagua, Cachapoal y Maipo— durante tres periodos consecutivos, desde 1918 hasta 1924. Fue además, brevemente ministro de Guerra y Marina bajo el primer gobierno del presidente Arturo Alessandri, entre agosto y diciembre de 1922.

## Familia y estudios
Nació en Santiago de Chile el 12 de septiembre de 1882, hijo de José Gregorio Correa Toro y Elena Roberts Valdés. Realizó sus estudios primarios en el Seminario Conciliar de Santiago y los secundarios en el Colegio San Ignacio de la misma comuna, donde recibió el diploma de bachiller en humanidades; luego continuó los superiores en la carrera de derecho de la Facultad de ese ramo de la Universidad de Chile, recibiendo el título de abogado el 14 de marzo de 1911. Su tesis se tituló Reforma de la ley de alcoholes.
Se casó con Lucía Guzmán Duval, con quien tuvo siete hijos, entre ellos María Luisa, madre de Hernán Felipe Errázuriz, quien fuera ministro de Estado durante la dictadura militar del general Augusto Pinochet.

## Trayectoria política
Desde joven figuró en el Partido Liberal (PL); luchó en las asambleas, en los centros de propaganda y en 1915 fue elector de presidente, por Rancagua. En 1925 fue vicepresidente del «Partido Liberal Aliancista». En Rancagua se dedicó a las faenas agrícolas, siguiendo y aprovechando las experiencias de su padre.
En las elecciones parlamentarias de 1918 fue candidato a diputado, proclamado por la Alianza Liberal, y resultó electo por Rancagua, Cachapoal y Maipo, período 1918-1921. Allí integró la Comisión Permanente de Industria y Agricultura, de la que fue su presidente.
En las elecciones parlamentarias de 1921, fue reelecto diputado por Rancagua, Cachapoal y Maipo, por el periodo legislativo 1921-1924. En esta ocasión fue vicepresidente de la Cámara, entre el 19 de junio de 1921 y el 29 de abril de 1924. Fue además, diputado reemplazante en la Comisión Permanente de Presupuestos y en la de Guerra y Marina; e integró la Comisión Permanente de Policía Interior y la de Corrección de Estilo. Entre otras actividades públicas, fue simultáneamente ministro de Guerra y Marina, designado por el presidente Arturo Alessandri. Ejerció el cargo ministerial entre el 29 de agosto y el 21 de diciembre de 1922.
En las elecciones parlamentarias de 1924, fue reelecto por tercera vez como diputado por Rancagua, Cachapoal y Maipo, por el periodo 1924-1927. Se incorporó el 20 de junio de 1924, excluyendo a Francisco Montané Urrejola. En los debates de la Subcomisión a que fue designado para estudiar diversos aspectos de la reforma constitucional de 1925, no tuvo una participación activa, según se desprende del análisis de las «Actas Oficiales». Debido a un golpe de Estado, el 11 de septiembre de 1924, por decreto de la Junta de Gobierno, fue disuelto el Congreso Nacional, sin lograr concluir su periodo parlamentario.
En 1926 fue designado por el gobierno de Emiliano Figueroa Larraín, como consejero del Banco Central y fue designado por este organismo, miembro de la Comisión Organizadora de la Caja de Colonización; desempeñó el cargo de consejero durante tres años. Posteriormente se alejó de las actividades políticas.
Falleció en la comuna de Graneros, actual Región de O'Higgins, el 8 de junio de 1946 a los 63 años.